# Lars Hattinen
Le lieutenant Lars Paul Erich Hattinen, (né le 16 mai 1923 à Kuorevesi - mort le 3 janvier 1961 à Koivulahti), souvent connu sous le nom de Lars Hattinen, est un pilote de chasse finlandais de la Seconde Guerre mondiale. Il fut, à la fois, le dernier as finnois de la guerre de Continuation et le plus jeune.

## Carrière
Né le 16 mai 1923 à Kuorevesi, il rejoignit les forces aériennes finlandaises en 1942. 
Affectations
- 3 avril 1943 : LeLv 28 (= Lentolaivue 28 = l'équivalent d'un Groupe de Chasse français à plusieurs escadrilles)

Promotions
- 5 mai 1942 : alikersantti ;
- 20 août 1943 : kersantti (= sergent) ;
- 13 juillet 1944 : ylikersantti (= sergent-chef).

Il participa principalement aux combats de juin et juillet 1944, lors de la grande offensive soviétique contre la Finlande. En un mois, il fut capable de devenir un as, obtenant tous ses succès aux commandes d'un obsolète chasseur Morane Saulnier, MS.406 "Mörkö" (NB. Ce qui en fit d'ailleurs l'unique as finlandais sur ce type d'appareil).

## Palmarès et décorations

### Tableau de chasse
Il obtint les victoires suivantes :
- 1944
- 25 juin : 1 bombardier Boston
- 26 juin : 1 chasseur P-40 Tomahawk
- 10 juillet : 1 chasseur La-5
- 16 juillet : 1 chasseur Yak-1
- 30 juillet : 2 chasseurs P.39 Airacobra.

Il était crédité de 6 victoires homologuées obtenues au cours de 70 missions de guerre, en juin et juillet 1944.